# Distrikt Llacllín
Der Distrikt Llacllín liegt in der Provinz Recuay in der Region Ancash im Südwesten von Peru. Der Distrikt wurde am 8. November 1963 gegründet. Er hat eine Fläche von 95,9 km². Beim Zensus 2017 wurden 945 Einwohner gezählt. Im Jahr 1993 lag die Einwohnerzahl bei 891, im Jahr 2007 bei 1418. Verwaltungssitz des Distriktes ist die 3008 m hoch gelegene Ortschaft Llacllín mit 583 Einwohnern (Stand 2017). Llacllín liegt 42 km südsüdwestlich der Provinzhauptstadt Recuay.

## Geographische Lage
Der Distrikt Llacllín liegt im Südwesten der Provinz Recuay. Er liegt an der Westflanke der Cordillera Negra. Das Areal wird nach Süden über die Quebrada Chacaynacyoc zum Río Fortaleza hin entwässert. Im Süden reicht das Gebiet bis zum rechten Flussufer des Río Fortaleza. Dort befindet sich die Ortschaft Chaucayán.
Der Distrikt Llacllín grenzt im Westen an den Distrikt Pararín, im Norden an den Distrikt Tapacocha, im Nordosten an den Distrikt Huayllapampa sowie im Südosten an den Distrikt Antonio Raymondi (Provinz Bolognesi).